# Skalunda

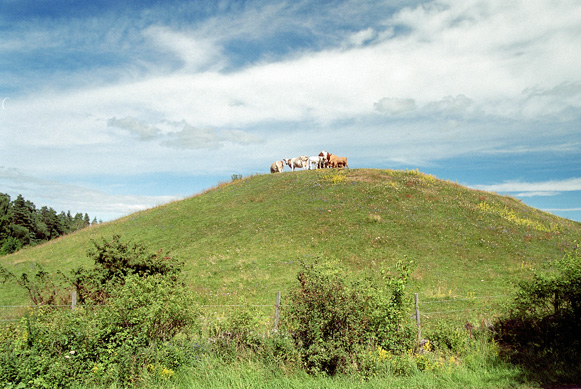
La collina di Skalunda

Skalunda è un villaggio della Svezia situato in Västergötland. Skalunda fu una delle otto residenze reali della Västergötland altomedievale (vedi Gamla Uppsala). Inoltre, i nomi di due fattorie nei dintorni, Lagmansgården e Lagmanstorp, mostrano che i lögsögumaður geati risiedevano a Skalunda.
Presso la chiesa locale, ci sono due pietre runiche e ad ovest di essa c'è un tumulo, il più grande di Västergötland; misura 65 metri in lunghezza e 7 in altezza e poco distante vi è un cromlech dell'età del ferro. Il tumulo è così grande che è degno di essere paragonato ai grandi tumuli dell'Uppland, il che mostra come Skalunda fosse un insediamento importante nell'età del ferro.

## Storia
Birger Nerman, un professore svedese di archeologia e direttore del Museo Svedese di Antichità Nazionali, considera il colle di Skalunda come il più probabile sito di sepoltura di Beowulf, un leggendario re dei Geati. Skalunda non è molto distante da un luogo chiamato Årnäs, che corrisponde all'Earnaness del Beowulf, il luogo ove Beowulf morì, e si trova su un grande promontorio vicino ad uno più piccolo.
Il tumulo non è ancora stato scavato.